# Barys Batura
Barys Wasiljewitsch Batura belarussisch Барыс Васільевіч Батура (* 28. Juli 1947 in Waukawysk, Weißrussische SSR) ist ein belarussischer Politiker. Er war von 2008 bis 2010 Präsident des Rates der Republik, der oberen Kammer des Belarussischen Parlaments.
1970 absolvierte er das belarussische Polytechnische Institut in Minsk im Fach Maschinenbau. Nach dem Studium arbeitete er u. a. als Techniker und Ingenieur sowie als Leiter einer Unterabteilung der Miliz im regionalen Exekutivkomitee von Hrodna (russisch Гродно Grodno).

## Karriere
- 1987–1990 war er stellvertretender Minister für Wohnungswesen und Kommunalwirtschaft der Weißrussischen Sozialistischen Sowjetrepublik, zugleich stellvertretender Vorsitzender des Regionalen Exekutivkomitees von Hrodna/Grodno.
- 1990–1999 füllte er den Posten des Ministers für Wohnungswesen und Kommunalwirtschaft der Republik Belarus aus.
- Von Juni 1999 bis November 2000 amtierte er als stellvertretender Ministerpräsident.
- Seit dem 6. Oktober 2000 ist er Vertreter des Staates in der AAT „Bielbiznesbank“.
- Am 24. November 2000 wurde er Mitglied des Rates der Republik, des Oberhauses des belarussischen Parlaments.
- Vom 31. Oktober 2008 bis 20. Mai 2010 war er Vorsitzender des Rates der Republik.

Barys Batura steht an der Spitze der belarussischen Basketball-Föderation und ist Mitglied des Nationalen Olympischen Komitees der Republik Belarus.